# Can Mata d'Abelló
Can Mata d'Abelló és una obra eclèctica de Gelida (Alt Penedès) protegida com a Bé Cultural d'Interès Local.

## Descripció
Al damunt d'una part d'una antiga masia a dos vents, encara visible parcialment, els volts del 1880 s'hi construí un elegant casal rectangular de planta, dos pisos i terrat coronat per balustrades i gerros de terra cuita. Cal destacar-hi el porxo d'accés suportat per dues columnes de ferro colat i barana de terra cuita amb accés pel primer pis, l'interior tradicional: gran entrada, menjador, cuina, el pis superior amb la sala repartidora carregat de mobiliari antic, i una bona col·lecció de rodes de molí piques i corrons, acuradament col·locada a l'entorn de la casa. A la masia antiga s'hi conserva un interessant foc de rotllo amb els tradicionals bancs escó, utilitzat pels masovers de la finca.